# Vladicanski dvor, Vršac
Vladicanski dvor är ett biskopspalats i den serbiska staden Vrsac. Det byggdes av Jovan Georgijevic, som flyttade sätet för den ortodoxa biskopsdömet från Karansebeš till Vrsac, år 1750. Byggnaden ritades av en preussisk arkitekt, vars namn inte är känt.